# 정지훈 (프로게이머)
정지훈 (1994년 2월 16일 ~ )는 대한민국의 전 스타크래프트 II 프로게이머이다. jjakji라는 아이디를 쓰고 있다.

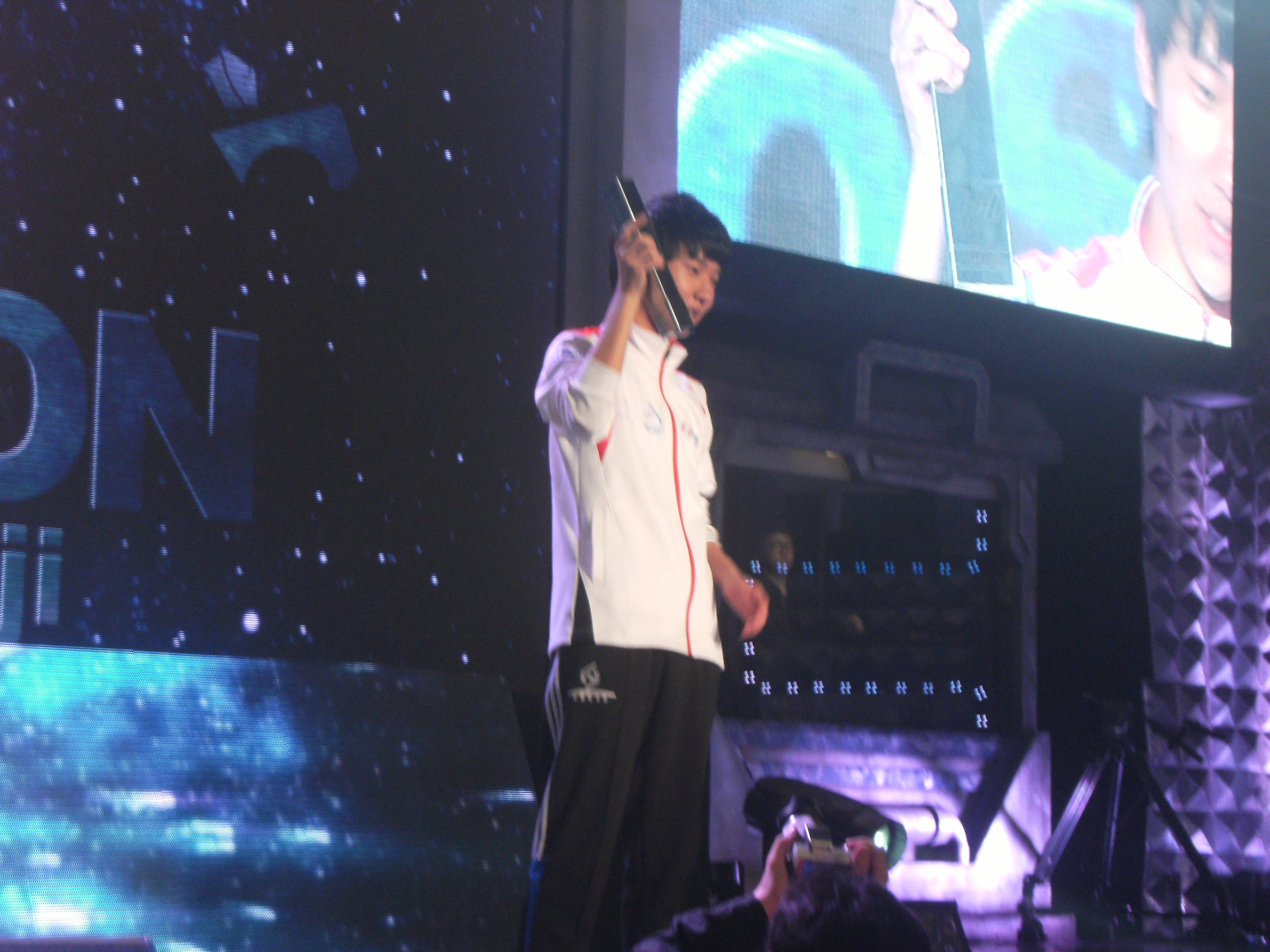
GSL Nov. 결승에서 승리후 우승 트로피를 들어 올려보고 있는 정지훈

## 개요
한때 이스트로의 연습생으로 활동하기도 하였으며 2010년 스타크래프트 II 출시 후 소니 에릭슨 스타크래프트 II OPEN Season 2 예선에 참가, 스타크래프트 II 프로게이머로 활동하기 시작했다.
2011년 2월 NS호서에 입단하였다.
2011년 12월 3일 세종대학교 대양홀에서 펼쳐진 소니 에릭슨 글로벌 스타크래프트 II 리그 November Code S 결승전에서 이동녕을 4:2로 꺾고 생애 첫 개인리그 우승 타이틀을 차지했다.
2013년 7월 NS 호서가 해체되면서 해외 팀인 MYinsanity에 입단했다.
2014년부터 한국지역이 아닌 유럽권으로 활동 지역을 변경하였다.
2015년 5월 4일부로 mYinsanity와 결별, 무소속 신분이 되었으며 이후 아프리카 프릭스 입단을 공식 발표했다.
2015년 12월 1일 서성민과의 트레이드를 통해 KT 롤스터로 이적했다.
2016년 10월 kt 롤스터의 스타크래프트 II 종목 팀 해체로 무소속 신분이 되었다.
2018년 6월 2일에 은퇴하였다.

## GSL 최연소 우승 기록
소니 에릭슨 글로벌 스타크래프트 II 리그 November 코드 S 우승을 차지한 정지훈은 GSL 최연소 우승 기록을 세우게 되었다. 2012년 10월까지 이 기록은 지속되었으며 이후 이승현이 2012 핫식스 글로벌 스타크래프트 II 리그 시즌 4 코드 S에서 우승을 차지하여 최연소 우승 기록은 깨지게 되었으나 이승현의 승부조작 사건으로 인해 한국 e스포츠협회로부터 영구제명 및 모든기록 삭제를 당하면서 정지훈의 기록이 유지되었다.

## 주요 성적
스타크래프트 II : 프리미어 개인리그 우승 1회, 준우승 1회
- 2010년 제58회 스타크래프트 준프로게이머 선발전 입상
- 2010년 소니 에릭슨 스타크래프트 II OPEN Season 2 64강
- 2011년 펩시콜라 글로벌 스타크래프트 II 리그 August Code A 8강
- 2011년 소니 에릭슨 글로벌 스타크래프트 II 리그 October Code S 32강
- 2011년 소니 에릭슨 글로벌 스타크래프트 II 리그 November Code S 우승 (4:2 이동녕)
- 2012년 핫식스 2012 글로벌 스타크래프트 II 리그 시즌 1 Code S 16강
- 2012년 Iron Squid Chapter 1 8강
- 2012년 IPL 4 9-12th
- 2012년 핫식스 2012 글로벌 스타크래프트 II 리그 시즌 2 Code S 32강
- 2012년 IPL Tournament of Champions 우승
- 2012년 무슈제이 2012 글로벌 스타크래프트 II 리그 시즌 3 Code A 32강
- 2012년 핫식스 2012 글로벌 스타크래프트 II 리그 시즌 4 Code A 48강
- 2013년 2013 MLG Winter Championship 16강
- 2013년 제4회 인천 실내무도아시아경기대회 스타2 부문 국가대표 선발전 32강
- 2013년 2013 WCS 코리아 시즌 2 챌린저리그 32강
- 2013년 2013 WCS 코리아 시즌 3 조군샵 글로벌 스타크래프트 II 리그 6위
- 2013년 HomeStory Cup VIII 3위
- 2013년 2013 ASUS ROG Tournament - NorthCon 2013 16강
- 2014년 IEM Season VIII - Sao Paulo 4강
- 2014년 IEM Season VIII - Cologne 8강
- 2014년 IEM Season VIII - World Championship 8강
- 2014년 2014 WCS 유럽 시즌 1 프리미어리그 4강
- 2014년 2014 DreamHack Open: Bucharest 16강
- 2014년 2014 WCS 유럽 시즌 2 프리미어리그 32강
- 2014년 HomeStory Cup IX 8강
- 2014년 2014 DreamHack Open: Summer 16강
- 2014년 IEM Season IX - Shenzhen 16강
- 2014년 Gfinity G3 8강
- 2014년 2014 WCS 유럽 시즌 3 프리미어리그 32강
- 2014년 2014 DreamHack Open: Moscow 준우승
- 2014년 2014 DreamHack Open: Stockholm 16강
- 2014년 2014 WCS 글로벌 파이널 16강
- 2014년 HomeStory Cup X 32강
- 2014년 PughCraft Invitational #2 16강
- 2014년 2014 DreamHack Open: Winter 4위
- 2015년 Gfinity Spring Masters I 8강
- 2015년 롯데홈쇼핑 2015 KeSPA컵 시즌2 16강
- 2015년 2015 핫식스 글로벌 스타크래프트 II 리그 시즌 3 코드 A 48강
- 2015년 2016 핫식스 글로벌 스타크래프트 II 리그 프리시즌 2주차 8강
- 2016년 2016 핫식스 글로벌 스타크래프트 II 리그 시즌 1 코드 A 60강
- 2016년 2016 핫식스 글로벌 스타크래프트 II 리그 시즌 2 코드 A 48강
- 2016년 스타크래프트 II 스타리그 2016 시즌2 챌린지 24강
- 2017년 2017 핫식스 글로벌 스타크래프트 II 리그 시즌 1 코드 S 32강
- 2017년 IEM Season XI - World Championship 24강
- 2017년 2017 VSL Season 1 16강
- 2017년 2017 핫식스 글로벌 스타크래프트 II 리그 시즌 3 코드 S 32강
- 2018년 2018 글로벌 스타크래프트 II 리그 시즌 1 코드 S 32강